# マインツ共和国

マインツ共和国
Mainzer Republik

国の標語: フランスの依頼人

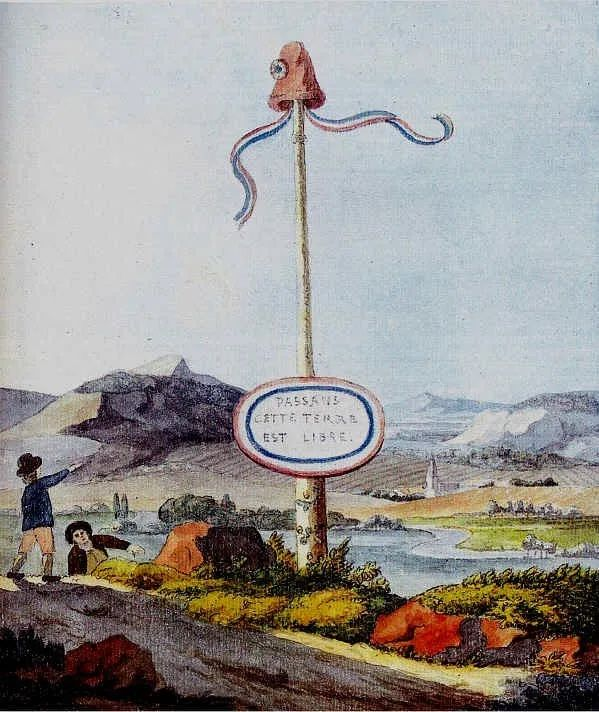
共和国国境に立てられた自由の木。ゲーテの手による。ゲーテはマインツ包囲に攻撃側で参陣した。

マインツ共和国（マインツきょうわこく、ドイツ語: Mainzer Republik）は、フランス革命戦争期にマインツで成立を宣言された国家。マインツ選帝侯領のライン川左岸部分とその周辺が領域であるが、極めて短期間のうちに終わり、しかもフランス占領下にあったので国家の実質があったわけではない。しかし、ドイツ史や政治史のうえでは後の1848年革命とのつながりから軽視できない。併合時代、連邦時代についてもここに記す。

## 革命勃発前後
革命の前から、ドイツ各地には啓蒙主義者のサークルがつくられ、活発に活動していた。すなわち、フリーメイソン、イルミナティ、読書協会、ドイツ・ユニオンなどである（黄金薔薇十字団も無視できないが、革命との関連は前者の団体に比べて薄い）。後にドイツ・ジャコバンと呼ばれ、活躍することになる面々はほとんどがこれらの秘密結社に関係していた。彼らは、啓蒙思想の影響を受けて自由や平等を求め、仲間内での議論、出版や講義による啓蒙を行った。マインツでは、フォルスター、ヴェーデキント、ホーフマン、メッターニヒらが、先の様々な結社で繋がり、啓蒙活動を行っていた。特にマインツ大学は活動家の中心であった。
革命が始まり、フランスの影響を受けてドイツでも政治的活動が盛んになるが、同時に国家からの警戒と圧迫も強くなった。結社は禁止され、地下に潜った。検閲が厳しくなり、密告が奨励された。マインツでも、革命後マインツ選帝侯（大司教）の姿勢が厳しくなると活動は困難になり、一部はフランスに逃亡した。
革命後ライン左岸の農村地帯では暴動、争議が頻発していたが、都市部のマインツでもフランスに呼応しようとする者たちがいた。都市では監視が厳しく活動が困難であったが、フランスからの支援または工作を受けて、ビラ撒き、秘密の機関誌発行などを行った。当時国境を越えて革命家や、あるいはスパイが盛んにフランスとドイツを行き来しており、パリやストラスブールに逃亡した活動家からマインツに活発に連絡があった。フランス革命政府も宣伝工作に力を入れていた。特にストラスブールでは、ドイツ出身で、当地のジャコバン・クラブの主要メンバーであったシュナイダーが亡命ドイツ人の組織化を図っており、マインツはじめ各所の都市に彼らを送り返して活動を支援した。

## フランス軍侵攻
フランス軍の侵攻により、1792年10月21日マインツはフランス制圧下となった。選帝侯ら主だった者たちは逃亡した。はやくも10月23日、フランス軍指揮官キュスティーヌ将軍の下、選帝侯の城館においてマインツ・ジャコバン・クラブが結成された。当初のメンバーはヴェーデキント、メッターニヒ、ホーフマンら20人で、フォルスターはまだ態度を保留していた。マインツ・ジャコバン・クラブにおける主要な人物は、マインツ大学教授であるヴェーデキント、メッターニヒ、ホーフマン。キュスティーヌの秘書官でドイツ出身のベーマー。ストラスブールから送り込まれたやはりドイツ出身のドルシュ、コッタなどであるが、最も有名なフォルスターは、11月3日に加入した。11月末にはクラブの会員は500人に増えた。
マインツでは、いわゆる専制的な記念碑が壊され、自由の木が植えられて、フランス軍兵士とジャコバン・クラブ及びその動員した人々によって式典が行われた。そこではラ・マルセイエーズやサ・イラが盛んに演奏された。キュスティーヌはマインツ地域の行政を現地人に任せる方針を採り、ジャコバン・クラブから人員が選出された。臨時行政府の代表はドルシュ、副代表はフォルスターとなった。（ジャコバン・クラブや政府の役職は極めて頻繁に変更されている）クラブでは憲法草案や当地の基本方針が議論された。ジャコバン・クラブはマインツで、ジャコバン帽の描かれた赤の本、鎖のついた黒の本を並べて一種の踏み絵とし、成年している男性にたいしてどちらに署名するかを迫った。
臨時政府は地域住民に対し、封権体制の打破により税負担は軽減されると宣伝していたが、実際にはフランス軍のために物資食料を徴発せざるを得ない状況だった。ジャコバン・クラブとフランス軍は宣伝に努めたものの、フランス軍と新体制への支持はとくに農民には浸透しなかった。反フランス、反革命の論調が現れると、宣伝を担当するコッタなどが反論に努めた。革命反対派は前線での危険な強制労働に従事させられるか、あるいは死刑となった。

## ライン左岸国民公会
1793年2月24日、フランスの援助の下にライン左岸国民公会の選挙が行われた。しかし、この選挙に対する住民の反応は鈍いか、あるいは反発で、強引な選挙キャンペーンを行ったものの振るわず、農村地域では選挙反対の暴動まで発生した。これは、占領フランス軍に対する抗議であった。共和国や選挙に対する態度はその地域その村によってかなりのばらつきがあるが、全般的に見て成功とは言いがたい。
ともかく選挙の後、3月17日から31日にかけて、マインツにおいて国民公会は130名の議員を集めて開会した。議長にホーフマン、副議長にフォルスターが選出され、ここに共和国宣言、神聖ローマ帝国からの離脱、選帝侯ら封権領主の統治権の無効を宣言した。共和国地域は、北はビンゲンから南はランダウまで。ただしフランス革命に対して中立を保つ領邦の土地は除かれる。
国民公会の緊要の課題は、いま成立宣言をしたばかりのマインツ共和国のフランス併合の是非であった。この問題は公会の開かれる前から問題になっており、ジャコバン・クラブでも独立派と併合派に分かれて激しい議論が行われたが、実際にフランス軍の支援無しにはマインツでの革命態勢が存続し得ないことは明らかではあった。すでに先年12月、フランクフルトは奪回されており、反革命軍はライン右岸に着々と進軍しつつあった。3月21日、フランスとの併合をフランス国民公会に求める決議が採択され、27日にはフォルスターやアダム・ルクスが派遣議員としてパリに赴き、30日のフランス国民公会で承認された。

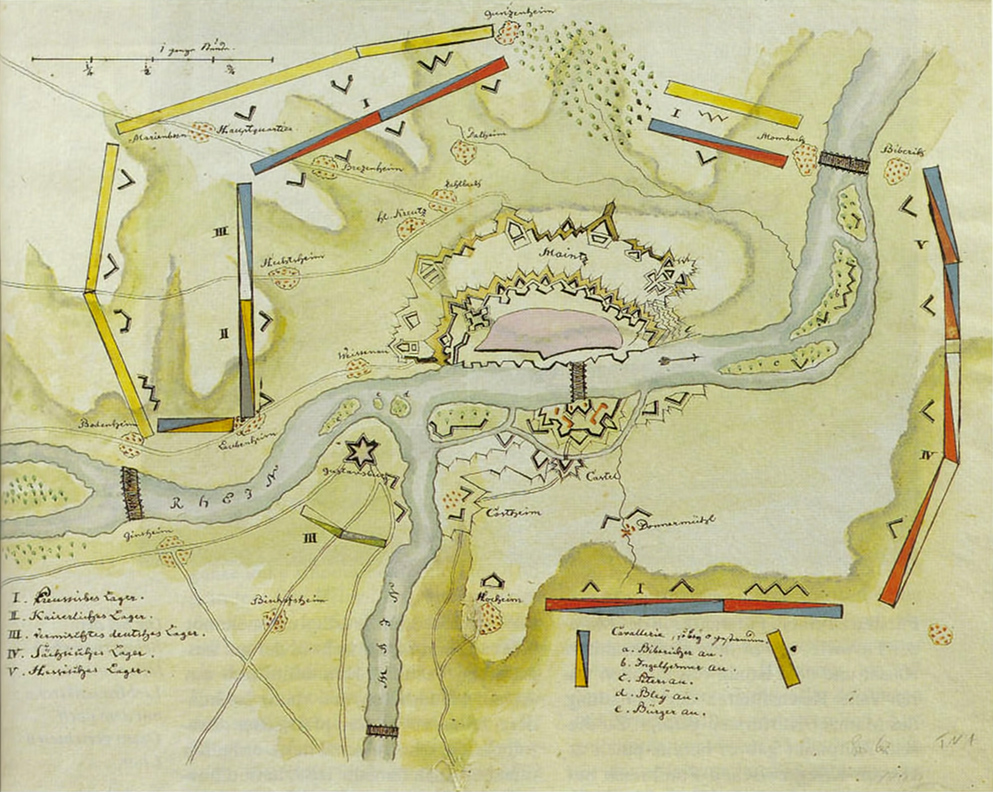
マインツ包囲の様子。東が下側。

## フランス軍撤退
そのときにはすでにマインツ共和国は反革命軍の占領下にあった。都市マインツは包囲され、フランス軍と共和国が抗戦していたが、救援の見込みがない以上降伏は時間の問題であった。なお3ヶ月粘ったが、7月22日（23日とする文献もある）ついに降伏した。フランス軍は捕虜にならず撤退が認められたが、共和国に関わった者たちは、包囲網を抜けるか、フランス人に成りすまして逃げるしかなかった。彼らは状況が絶望的となったころから三々五々逃げ出していたが、途中で捕まる者も多かった。マインツでは500人が拘束され、うち共和国を主導した、あるいはした者とみなされた40人が要塞の監獄に送られた。要塞への道筋では反ジャコバンの宣伝が浸透しており、彼らは見物の野次馬から酷い虐待を受けた。逃亡に成功した者はフランスで再起を図った。
報復が始まり、かつて弾圧する側だった親フランス派、革命派が、反フランス派、反革命派によって攻撃された。この状況はライン左岸からエルザス全域に渡って見られ、政治姿勢の異なる二つのグループが、地域、村、家の単位で対立して睨み合った。残るフランス占領地域では、物資調達のための「一掃」が指示され、徹底的な略奪が組織的に展開された。

## フランス軍再侵攻、ライン左岸併合
ジロンド派を弾圧して権力を握ったロベスピエールらの公安委員会の元、フランス軍の反攻が進展し、1794年の秋にはライン左岸が再びフランス制圧下となった。翌年にはバーゼル条約でフランス支配が確定的となったため、改めてライン左岸を共和国にする、シスレニア共和国構想が持ち上がった。テルミドールのクーデター以後ジャコバンを筆頭とする政治団体の結成が禁止されており、1797年フリュクチドールのクーデター以後に規制が緩和された後、活動は活発化した。ケルン、ボンなどで共和国宣言が連発し、当初この方面の軍司令官ラザール・オッシュが左岸地域の独立に好意的であったため、独立は進むかに思われたが、オッシュ急死の後にやって来た後任者オージュローは独立に反対した。これは本国の意思であった。ドイツ・ジャコバンの中でも独立派と併合派の争いは依然続いていたが、いずれにしろフランスが認めない限り独立は無く、流れのままにフランス併合がきまった。正式な併合は1801年のリュネヴィル条約による。
かつてのドイツ・ジャコバンの活動家は、判事などの官職に就いた。フランス支配下とはいえ、また、ナポレオン体制下の限界があったとはいえ、左岸地域では右岸に比べてより民主的といえる行政が行われた。ある程度の人々はそれで満足していたが、革命の進展の中でバフーフなどの思想に近い考えを持つ者は活動を続けた。

## ウィーン体制と2月革命におけるライン左岸
ウィーン体制において、ライン左岸4県は南からバイエルン、ヘッセン＝ダルムシュタット、プロイセンの3つに分割されてドイツに戻った。地域住民は、革命とナポレオン体制下で得た権利の保持を要求し、バイエルンとヘッセンのライン領はそれを認められた。そこでは本国とライン領とで適用される法や税率が違い、官吏も別であった。一方プロイセンではライン領の独自性はほとんど認められなかった。
こうしてある程度の特例扱いを受けていたものの、ドイツ・ジャコバンの後継者たちは全ドイツにおけるさらなる革命を求めて活動を続けていた。それはときおり事件となったが、革命になったのが1848年である。このときライン左岸では、プファルツを中心にして大規模な蜂起となり、そしてプロイセン軍に敗れた。この後は革命家からビスマルクへドイツ統一の主役が移ってゆく。